# Podenco andaluso

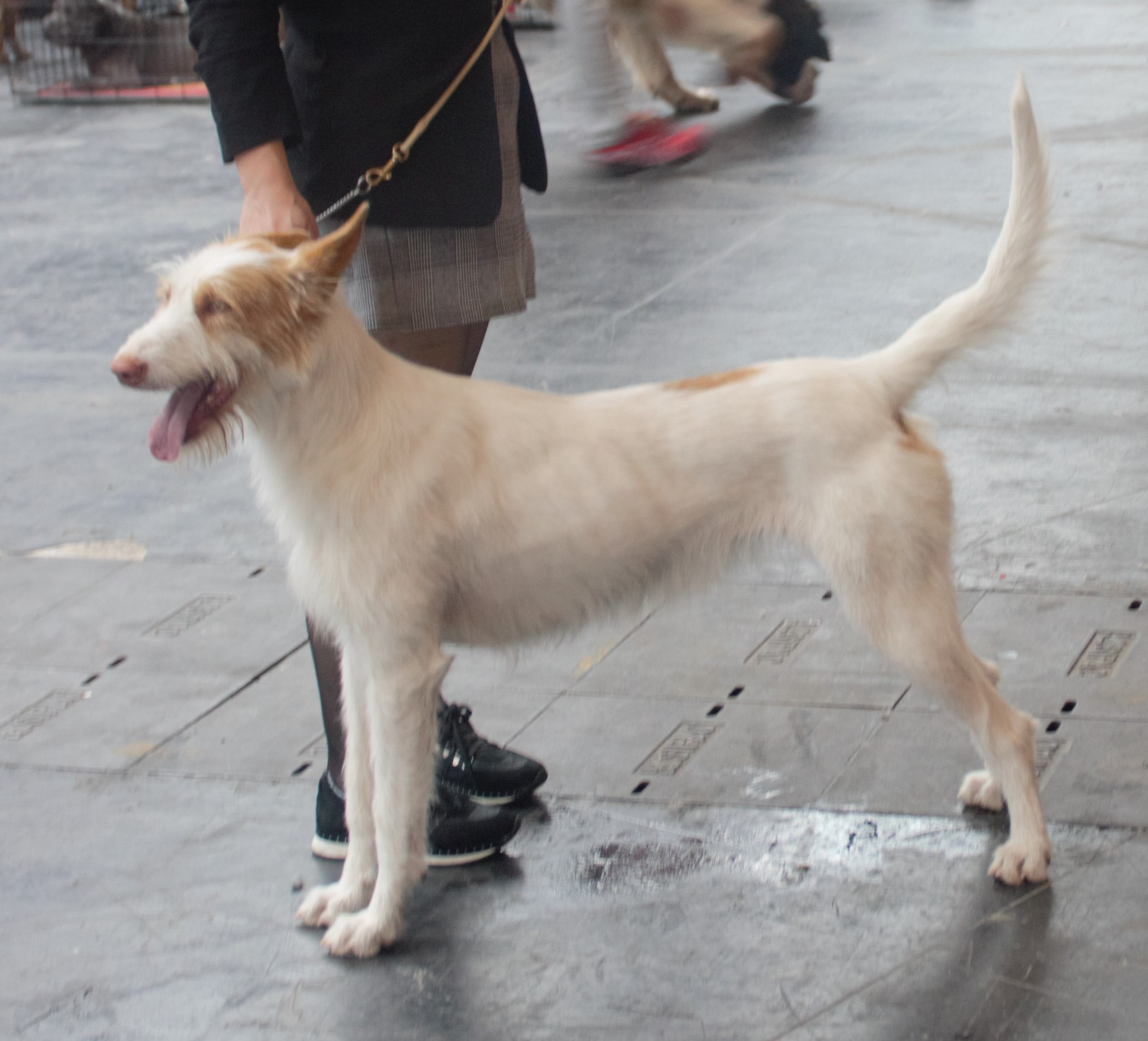
Podenco andaluso tipo grande a pelo duro

Il Cane da caccia andaluso o podenco andaluso (in spagnolo podenco andaluz o Podenco andaluso o Podenco alicante o Podenco iberico (vanhahtava)) è una razza canina tipo podenco originaria della Spagna, principalmente dell'Andalusia. 
È una delle quattro razze podenco riconosciute dalla Real Sociedad Canina de España (RSCE).
È un cane agile generalmente utilizzato per cacciare anatre, conigli, cinghiali e volatili.
Sono accettate tre taglie (piccola, media e grande) e tre tipi di mantello (pelo ruvido, pelo lungo e liscio).

## Storia
Nella penisola iberica ci sono pitture rupestri che rappresentano cani che hanno lo stesso aspetto di questa razza. 
In realtà il cane risulta essere stato allevato fin dall'antichità in modo molto simile a quelli per lo più presenti nel bacino del Mediterraneo, tra cui il cirneco dell'Etna e il Cane dei faraoni.
Come per altri levrieri mediterranei, secondo una teoria molto accettata, si afferma che il Podenco discenda da segugi egizi come il Tesem o il Saluki, portati dai commercianti fenici nel I secolo a.C.
Lo standard di razza definitivo fu accettato dalla Real Sociedad Canina de España nel 1992 dopo un lavoro preparatorio a questo fatto da Phillipe Bloque-Rentón e colleghi della facoltà di medicina veterinaria dell'Università di Córdoba.
In Spagna, i podenco Andaluso sono stati inclusi nel gruppo V - Spitz e tipi primitivi, nella sezione 7, Tipo primitivo - Cani da caccia; tuttavia, la razza non è riconosciuta né dalla Fédération Cynologique Internationale (FCI) né da nessun'altra associazione internazionale di razze canine. Ciò a causa dell'elevato numero di corrispondenze con lo standard Podengo portoghese, un fatto che mette in dubbio la sua pretesa di essere considerato un razza separata.

### Genetica

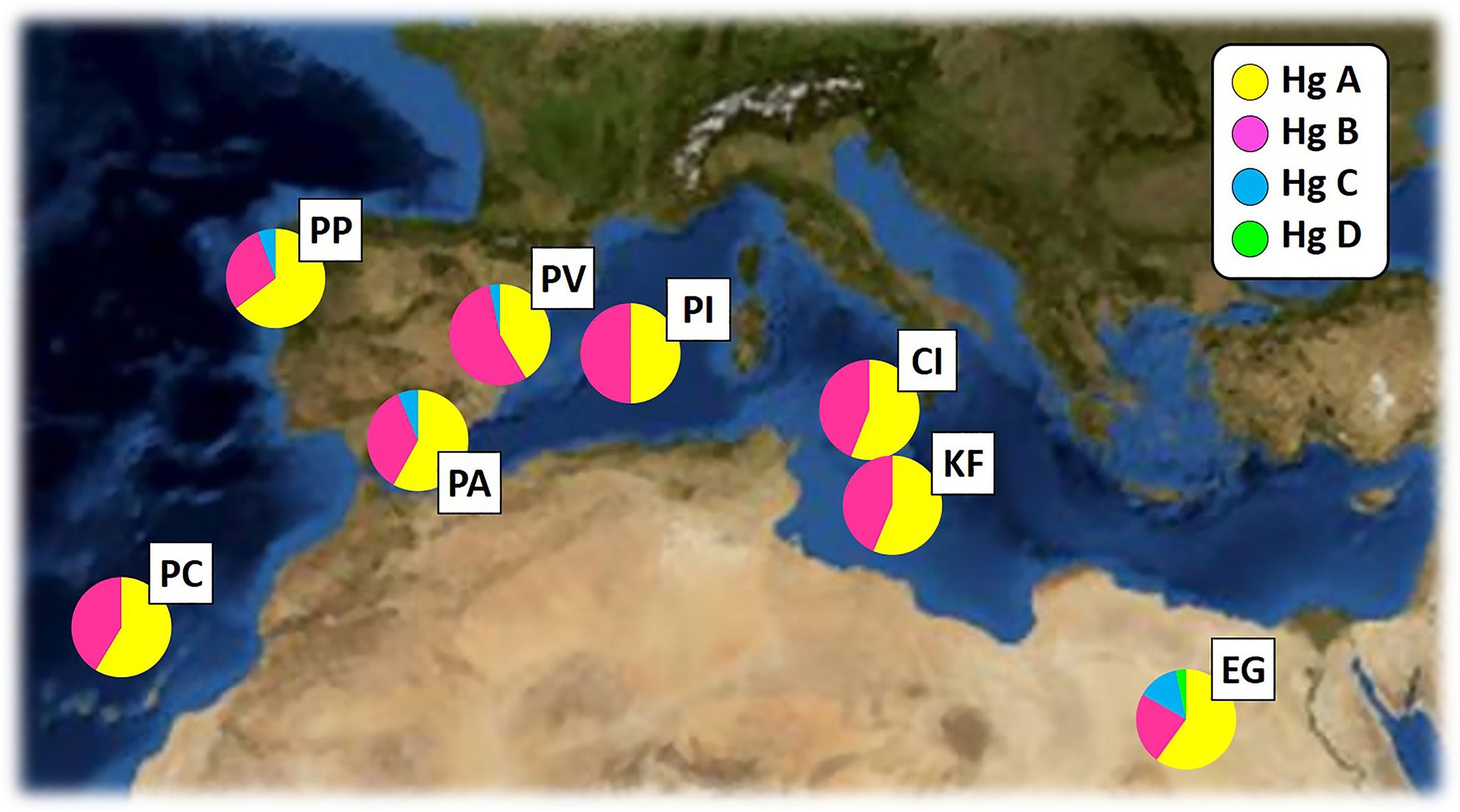
Aplotipi dei podenco e cirneco

Diversi studi genetici negli ultimi anni hanno concluso che, contrariamente alla diffusa convinzione che questo segugio sia un tipo primitivo di cane importato circa 3.000 anni fa dal Medio Oriente, questo cane è in realtà strettamente imparentato geneticamente con altri cani da caccia europei e non più "primitivo " della maggior parte.
Geneticamente il Podenco Andaluz è più strettamente imparentato con il Galgo español.
Nel gennaio 2015 è stato riconosciuto da un'Associazione in Germania (Hundewesen (VDH), Verband für das Deutsche).

## Caratteristiche

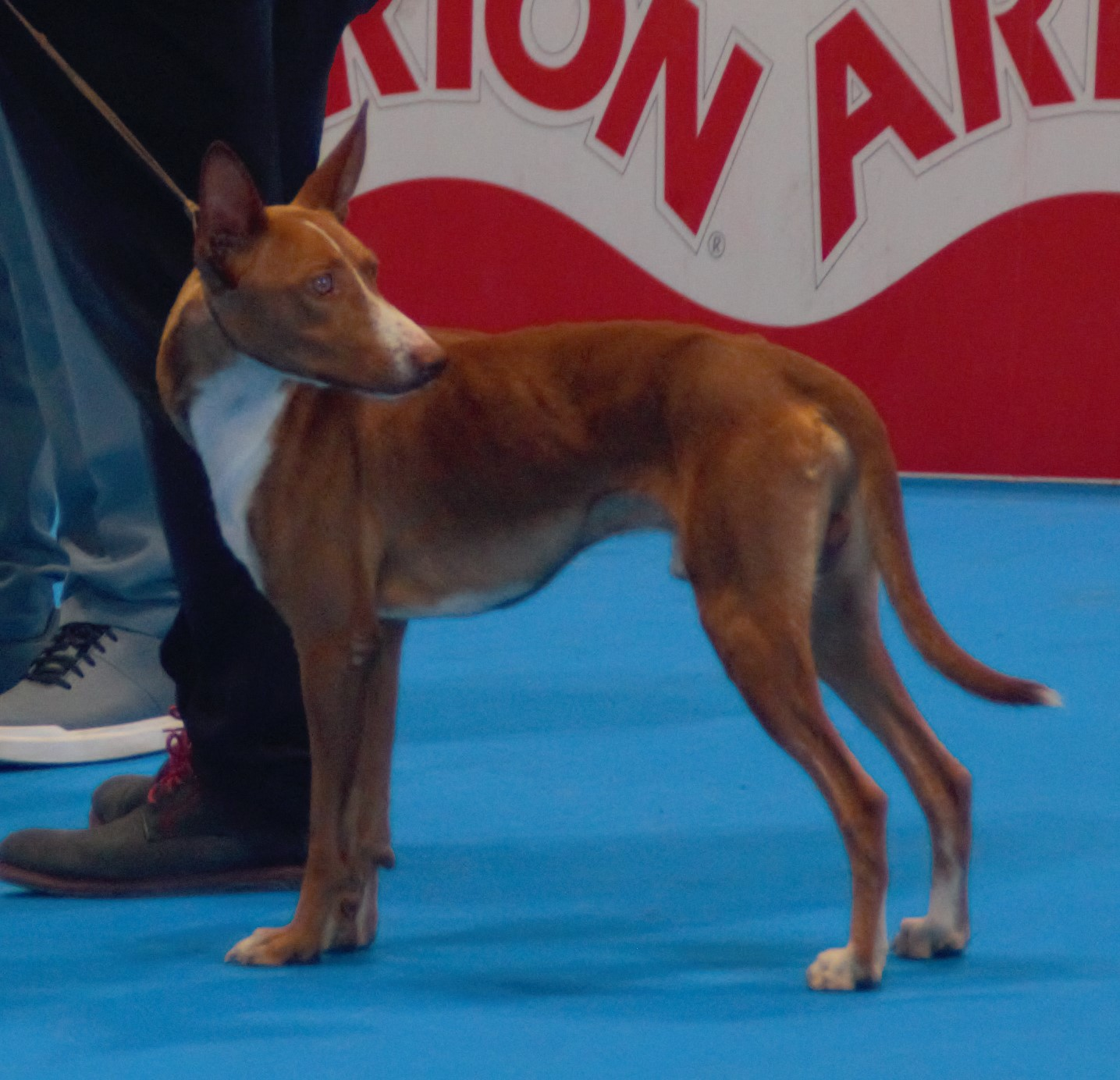
Podenco andaluso tipo medio a pelo raso

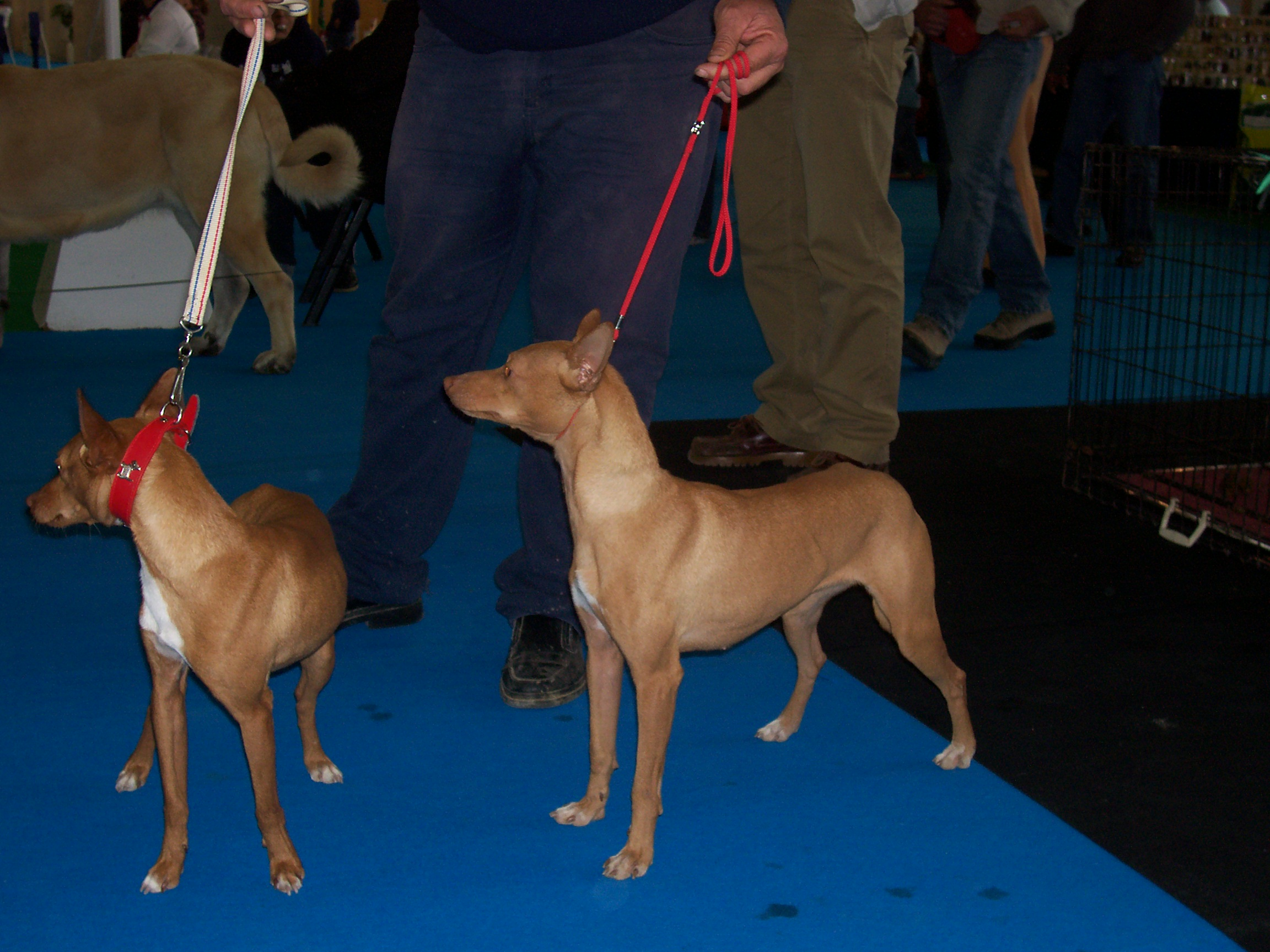
Due Podenchi andalusi tipo piccolo a pelo raso

Questo cane è simile ad altre razze iberiche come il segugio di Ibiza, il segugio portoghese, il segugio delle Canarie e il maneto.
I segugi andalusi, come altri segugi, hanno un senso della vista, dell'udito e dell'olfatto molto sviluppato, che li rende buoni cacciatori, soprattutto quando si tratta di cacciare conigli. Nelle battute di selvaggina grossa praticate in Andalusia e nella Spagna centrale, i segugi costituiscono il nucleo dei rehalas (gruppo di cani da caccia grossa, il cui numero oscilla tra i 20 e i 24), che di solito sono costituiti da grossi segugi da caccia. I cani di taglia media e piccola cacciano cervi o cinghiali, mentre i cani più grandi sono soliti attaccare le prede. Nella selvaggina piccola, le varietà medie e piccole vengono utilizzate, individualmente, in coppia o formando recovas (gruppo di cani da caccia).
Una delle funzioni più tipiche di questo tipo di segugio era quella del cosiddetto "quitador", accompagnando i collari dei levrieri spagnoli durante la caccia alle lepri. Il lavoro del levatore consisteva principalmente nell'allontanare le lepri dalla loro casa o nascondiglio e nell'ucciderle; poi, insieme ai levrieri, recuperandoli per il proprietario. Nelle fattorie andaluse, i segugi più grandi venivano usati come cani da guardia e i segugi più piccoli venivano usati per uccidere i roditori.
I cani di questa razza si distinguono per un carattere energico e attivo, hanno un temperamento eccitabile. Incline a comportamenti rumorosi e giochi attivi sia a casa che per strada. Allo stesso tempo, i podenco andalusi sono affettuosi, socievoli e facili da addestrare con le persone.
I cani di questa razza non entran in conflitto con i loro compagni di branco, ma possono sorgere difficoltà con altri tipi di animali, come con tutte le razze di cani da caccia.

### Varianti

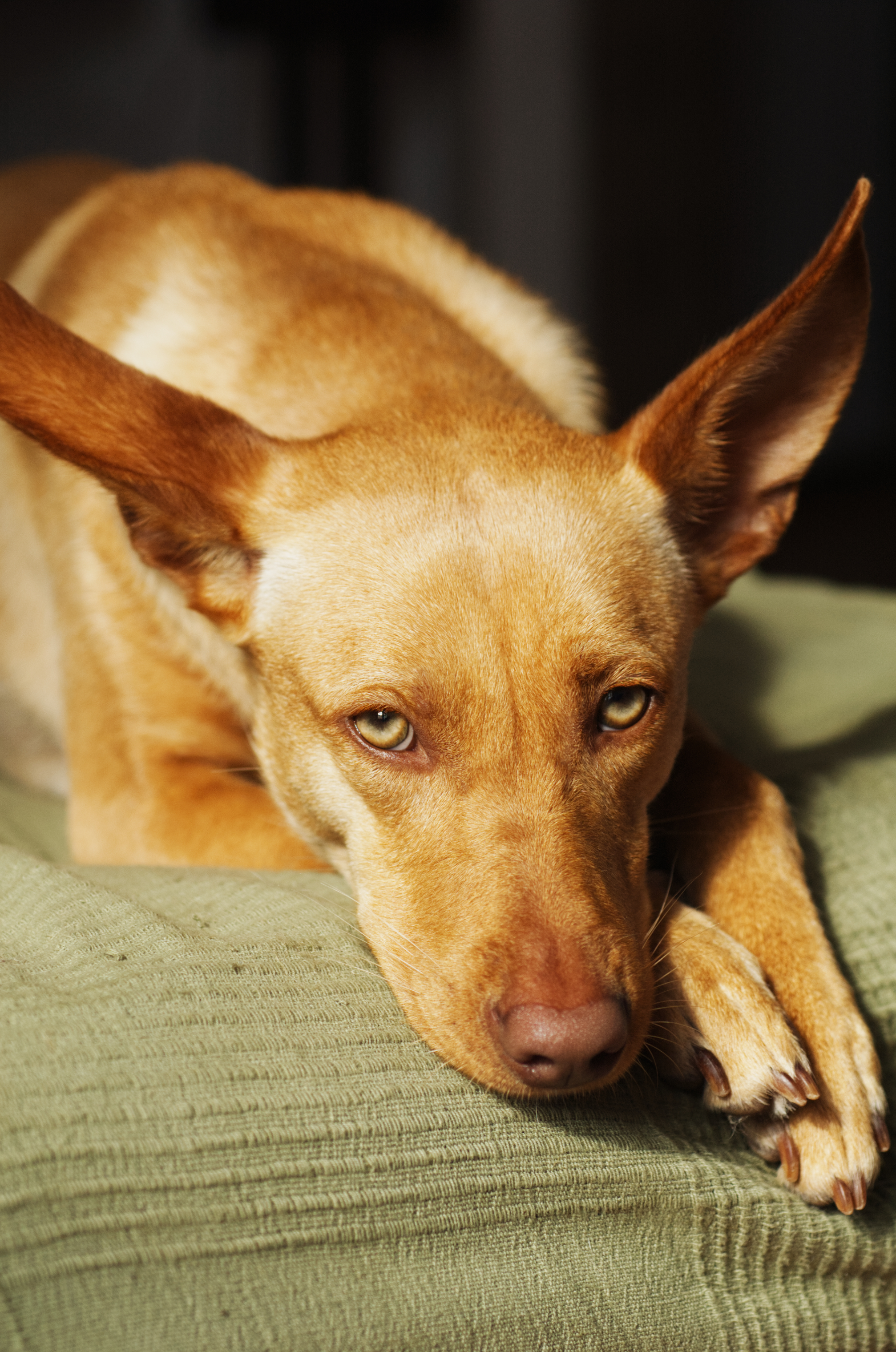
Cucciolo di Podenco Andaluso.

Come nel Segugio Portoghese, anche nel Segugio Andaluso esistono tre taglie e tre tipologie di pelo, fattori la cui combinazione può dare origine fino a nove varietà diverse. 
Tenendo conto delle dimensioni, le varietà sono:
- podenco andaluso grande, alto: maschio 54–64 cm, femmina 53–61 cm; con un peso: 21–33 kg (ideale 27 kg),
- podenco andaluso medio, alto: maschio 43–53 cm, femmina 42–52 cm; con un peso: 10–22 kg (ideale 16 kg),
- piccolo podenco andaluso, alto: maschio 35–42 cm, femmina 32–41 cm; con un peso: 5–11 kg (ideale 8 kg).

Se consideriamo i diversi tipi di pelo, abbiamo le seguenti varietà:
- podenco andaluso di pelo ispido o duro,
- podenco andaluso dal pelo setoso o lungo,
- podenco andaluso a pelo liscio o corto.

I colori ammessi per tutte le varietà sono: rosso, marrone cannella e bianco.
Esiste una varietà derivata dal segugio andaluso medio a pelo corto, che si chiama Maneto, per via delle zampe corte e robuste, fenomeno noto nel campo della cinologia come acondroplasia. Attualmente il Maneto è accettato come razza dalla RSCE in via provvisoria.